# Treviglio Ovest
Treviglio Ovest (włoski: Stazione di Treviglio Ovest) – przystanek kolejowy w Treviglio, w regionie Lombardia, we Włoszech. Znajdują się tu 2 perony.